# خالد الطريس
خالد الطريس (بالإنجليزية: Khalid Saleh Al Turais)‏ حكم كرة قدم سعودي دولي، ولد في عام 1987. حصل على الشارة الدولية للتحكيم في عام 2016 ، له العديد من المشاركات المحلية والدولية. وهو أحد حكام النخبة في آسيا.